# La Sportbreizh
La Sportbreizh - Trophée France Bleu Breizh Izel est une course cycliste organisée tous les ans depuis sa création en 2013. Elle fait partie du calendrier national de la Fédération française de cyclisme depuis 2014.

## Description
Lors de sa création, la course se déroule sur Plougastel-Daoulas, le Pays de Landerneau-Daoulas et l'ancienne communauté de communes du Yeun Elez dans les Monts d'Arrée. À partir de 2016, la Sportbreizh part aussi vers d'autres territoires au cœur du Finistère, comme la presqu'île de Crozon, le cap Sizun ou le pays de Quimper.
À l'instar du Tro Bro Leon qui parcourt des ribinoù, la Sportbreizh passe par des sentiers de terre, les gwenojennoù (sentiers en breton). L'une des arrivées d'étape se dispute au sommet du mont Saint-Michel de Brasparts.

## Historique

### 2013
La première édition est organisée sur une seule journée, le dimanche 8 septembre 2013. La première étape, le matin, est remportée par Maxime Cam, coureur de la formation brestoise BIC 2000, au sommet du mont Saint-Michel de Brasparts. L'après-midi, sur la seconde étape, le duo composé de Piotr Zieliński, ancien pro licencié au VCP Lorient, et Méven Lebreton du CC Villeneuve Saint-Germain forme une échappée. Au terme de l'épreuve entre Lopérec et Plougastel, Méven Lebreton remporte l'étape et Piotr Zieliński prend la tête du classement général, inscrivant son nom au palmarès de la Sportbreizh 2013.

### 2014
La course passe à deux jours (les samedi 21 et dimanche 22 juin 2014) et au calendrier fédéral. Parti dès le début de la course dans une échappée à 21 coureurs, Benoît Sinner de l'équipe Armée de Terre remporte la première étape à Dirinon après un duel avec Maxime Cam du BIC 2000. Lorrenzo Manzin de l'UC Nantes Atlantique s'impose le lendemain matin au sommet du mont Saint-Michel de Brasparts. Le maillot jaune passe des épaules de Benoît Sinner à celles de Maxime Cam. Au terme d'une troisième étape pleine de suspense entre Lopérec et Plougastel-Daoulas, Sinner l'emporte sur la ligne juste devant Cam. Le général final revient au coureur brestois passé ensuite professionnel chez Bretagne-Séché Environnement.

### 2015
Sur la première étape, Romain Guyot de la formation Vendée U s'impose en solitaire à Daoulas au terme d'une étape de 154 kilomètres au départ de Plougastel. Le lendemain matin, au sommet du mont Saint-Michel de Brasparts, c'est son coéquipier Fabien Grellier qui s'impose sur l'étape reine en laissant Romain Guyot leader du classement général.    
L'après-midi, dans la toute dernière étape entre Lopérec et Plougastel-Daoulas, Kévin Lalouette de l'USSA Pavilly Barentin réalise un joli numéro dans le final et l'emporte. En maîtrisant cette étape avec ses coéquipiers, Romain Guyot conserve son maillot jaune de leader du général.    

### 2016
La course, pour la première fois, se déroule sur 3 jours, du 17 au 19 juin. La première étape, au départ de Plougastel, est remportée par Valentin Madouas de l'équipe BIC 2000 au sommet du mont Saint-Michel de Brasparts à l'issue d'une très belle course d'équipe de Yann Botrel. Jérémy Bescond, toujours à l'avant, prend la 2e place.    
Le lendemain se déroule l'étape la plus longue, entre la Pointe du Raz et Plouhinec. Marlon Gaillard, de la formation Vendée U, s'y impose, et Madouas conserve son maillot jaune. Enfin, le dimanche, la dernière étape en Presqu'île de Crozon est remportée à Argol par Fabien Schmidt de la formation Côtes d'Armor.    
Valentin Madouas remporte la Sportbreizh - Trophée France Bleu Breizh Izel 2016 et devient champion de France des amateurs la semaine suivante.     

### 2017
Pour sa cinquième édition, la Sportbreizh - Trophée France Bleu Breizh Izel se déroule sur trois jours, du 9 au 11 juin 2017. En outre, pour la toute première fois de son histoire, la course intègre la Coupe de France des clubs DN1.  
Pour la première fois, la course démarre par un contre-la-montre à Plougastel. Cette étape est remportée par Yoann Paillot de l'équipe Océane Top 16 qui s'empare du maillot jaune du leader du classement général. Comme d'habitude, la deuxième étape se termine au sommet du mont Saint-Michel de Brasparts. Après une attaque en solitaire à trois kilomètres de l'arrivée, Valentin Madouas de l'UC Nantes Atlantique remporte cette épreuve comme en 2016, mais cette fois-ci avec le maillot de champion de France amateur sur les épaules. Yoann Paillot reste en tête du classement général. Le samedi, départ de la Pointe du Raz pour en finir sur les quais du port d'Audierne après un large tour du cap Sizun. Au terme de cette journée, c'est Axel Journiaux de l'équipe Vendée U qui s'impose au sprint devant ses compagnons d'échappée et Flavien Maurelet du GSC Blagnac Vélo Sport 31 prend la tête du classement général. Enfin, le dimanche, l'épilogue sur les routes de la presqu'île de Crozon, au départ et à l'arrivée de la commune d'Argol, est remporté par Romain Seigle du CC Étupes. Yoann Paillot récupère le maillot jaune et remporte cette édition de la Sportbreizh avec une seule seconde d'avance sur Romain Seigle et Fabien Schmidt.

### 2018
La sixième édition de la Sportbreizh - Trophée France Bleu Breizh Izel se déroule du 15 au 17 juin 2018. Toujours en 4 étapes, c'est la seconde année qu'elle est inscrite au calendrier de la Coupe de France des Clubs DN1. 
Le vendredi matin, le contre-la-montre de Plougastel est remporté par Maxime Cam du VC Pays de Loudéac.
L'après-midi, la traditionnelle étape reliant Plougastel au mont Saint-Michel de Brasparts est gagnée par Geoffrey Bouchard du CR4C Roanne, devant Flavien Dassonville de l'équipe CC Nogent-sur-Oise qui s'empare du maillot jaune de leader du classement général. 
Le samedi, la troisième étape fait le tour de la presqu'île de Crozon, au départ et à l'arrivée d'Argol. Simon Buttner, membre de l'équipe Bourg-en-Bresse Ain, la remporte au terme de 141,4 kilomètres de course. 
Le dimanche, la dernière étape, inédite, part de Quimper pour une virée dans les Montagnes Noires et sur une partie du parcours de la cinquième étape du Tour de France 2018. Simon Buttner signe sa seconde victoire d'étape consécutive, le maillot jaune reste sur les épaules de Flavien Dassonville.

### 2019
La septième édition de la Sportbreizh - Trophée France Bleu Breizh Izel est organisée du 21 au 23 juin 2019. Non inscrite au calendrier de la Coupe de France des Clubs DN1 cette année-là, l'épreuve se déroule en trois étapes sur les routes du Finistère, entre Carhaix-Plouguer et Plougastel-Daoulas.
Le vendredi, l'étape, qui s'élance pour la première fois de Carhaix jusqu'à la traditionnelle arrivée au sommet du mont Saint-Michel de Brasparts, est remportée par Frédéric Guillemot (Bricquebec Cotentin) juste devant Anthony Jullien (Chambéry CF). Le lendemain, c'est le tour de la presqu'île de Crozon qui est au programme, au départ et à l'arrivée d'Argol. David Menut de la formation Creuse Oxygène Guéret s'y impose au sprint devant Léo Danès et Maël Guégan, au terme d'une journée passée dans une échappée d'une vingtaine de coureurs. Le maillot jaune passe sur les épaules d'Anthony Jullien. Enfin, la dernière étape se joue entre Le Faou et Plougastel-Daoulas. Alan Boileau (Pays de Dinan) s'impose devant Alexis Renard et Théo Menant, tandis que le classement général de cette édition 2019 est remporté par Anthony Jullien.

### 2020
La huitième édition de la Sportbreizh - Trophée France Bleu Breizh Izel devait avoir lieu en juin 2020, mais a d'abord été repoussée à la fin octobre en raison de la crise sanitaire, pour être finalement annulée. 
Une nouvelle épreuve, la Sportbreizh - Juniors, a été créée par la même équipe organisatrice, sur trois étapes à Locmélar et Plougastel-Daoulas. Elle est remportée par Nolann Mahoudo.

### 2021
Malgré la crise sanitaire, la huitième édition de la Sportbreizh - Trophée France Bleu Breizh Izel s'est déroulée du 11 au 13 juin 2021.
La première étape, disputée entre Plougastel-Daoulas et le sommet du Mont Saint-Michel de Brasparts, est remportée au sprint par Sandy Dujardin du Vendée U. Il devance Jean Louis Le Ny (WB Fybolia OC Locminé) et Louis Barré (Team U Nantes Atlantique). 55 coureurs franchissent la ligne d'arrivée en moins d'une minute.
Le samedi, la deuxième étape mène la course à Argol et se termine par un sprint d'une cinquantaine de coureurs, le plus rapide étant Emilien Jeannière (Vendée U) qui s'impose devant le Belge Gilles Borra (EFC L&R Vulsteke) et Axel Laurance (VCP Loudéac). Le leader au classement général devient alors Jean Louis Le Ny (WB Fybolia OC Locminé).
La dernière étape autour de Châteauneuf-du-Faou est gagnée par Axel Laurance (VCP Loudéac) devant Jocelyn Baguelin (Laval Cyclisme 53) et Sandy Dujardin (Vendée U). Au terme de cette étape, Nicolas Debeaumarché (SCO Dijon) remporte le général, devançant de justesse Mathis Le Berre (Côtes d'Armor Marie Morin U).

### 2022
La neuvième édition de la course se déroule du 17 au 19 juin 2022 et est marquée par des conditions climatiques difficiles, avec une température avoisinant les 40 degrés pour le premier jour de course et le passage d'une tempête sur la Bretagne pour le dernier jour.
Le vendredi, au sommet du Mont Saint-Michel, le coureur périgourdin Titouan Margueritat gagne en solitaire après s'être échappé dans les derniers kilomètres entre Brennilis et Saint-Michel, profitant du marquage entre les Bretons, notamment Nolann Mahoudo et Jean-Louis Le Ny.
Le samedi, avec des conditions un peu plus simples, le peloton rejoint Plougastel. Lomig Le Clec’h déclenche les hostilités contre le leader à une trentaine de kilomètres de l’arrivée. L’étape est gagnée par le Locminois Maxime Jolly après une journée passée l’avant, Margueritat conserve son maillot de leader.
Enfin, le dimanche, sur un parcours recentré sur le circuit d'arrivée à Argol en raison d'une forte tempête, le coureur locminois Mickaël Guichard attaque avec Célestin Guillon et bénéficie d’un manque de réactivité du peloton réduit à une trentaine de coureurs. Au terme de la course, Guillon remporte l'étape, et Guichard le classement général.

### 2023
La dixième édition de la Sportbreizh a lieu du 16 au 18 juin 2023, au départ du Huelgoat. L'arrivée de cette dernière édition réservée aux cyclistes amateurs a lieu à Pont-l'Abbé après avoir parcuru le tracé de la Flèche Bigoudène.
Quelques mois après les incendies, la première étape est remportée au sommet du Mont Saint-Michel de Brasparts par le Finistérien Florian Dauphin (Cré'actuel-Marie Morin), quelques secondes avant le reste du peloton. Le lendemain, à Plougastel-Daloulas, c'est le coureur normand Yohann Simon (USSA Pavilly Barentin) qui s'impose au terme d'une longue étape de 162 kilomètres. La dernière étape est gagnée au sprint par Jordan Levasseur (VC Rouen 76) dans les rues de Pont-l'Abbé. Le maillot de leader reste sur les épaules de Florian Dauphin, qui remporte ainsi la dernière édition amateur de la Sportbreizh.

### 2024
C'est l'année du retour aux origines avec des organisateurs qui souhaitent retrouver les plateaux du début, en optant pour une classique d'un jour. Et les sentiers figurent aussi au programme : huit gwenojenn s'offrent aux coureurs entre montagne noires et monts-d'arrée. La onzième Sportbreizh est organisée le samedi 15 juin entre Châteauneuf-du-Faou et le Mont-Saint-Michel de Brasparts en Saint-Rivoal. Un an après les incendies, la course est autorisée à remonter vers la chapelle, face à un fort vent d'ouest. Ilan Larmet triomphe sur le nouveau format de la Sportbreizh, dans des conditions difficiles. L'édition 2024 marquait aussi le retour des Vendée U sur l'épreuve. Ils ont bien fait de venir. Clément Sanchez et Sam Maisonobe complète le podium.

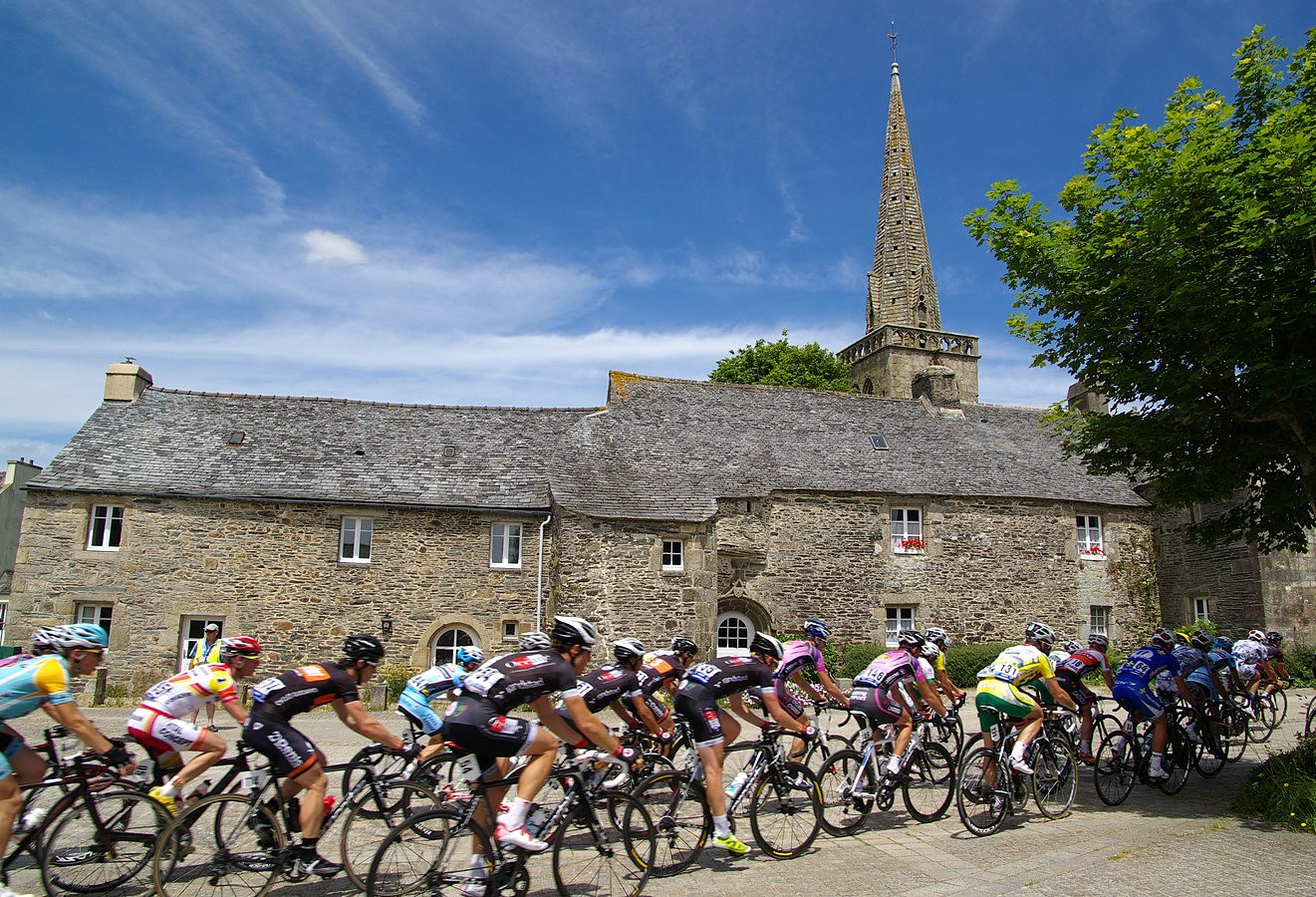

## Palmarès
| Année | Vainqueur                                                | Deuxième            | Troisième            |
| ----- | -------------------------------------------------------- | ------------------- | -------------------- |
| 2013  | Piotr Zieliński                                          | Méven Lebreton      | Romain Lebreton      |
| 2014  | Maxime Cam                                               | Benoît Sinner       | Nicolas David        |
| 2015  | Romain Guyot                                             | Franck Bonnamour    | Élie Gesbert         |
| 2016  | Valentin Madouas                                         | Jérémy Bescond      | Clément Saint-Martin |
| 2017  | Yoann Paillot                                            | Romain Seigle       | Fabien Schmidt       |
| 2018  | Flavien Dassonville                                      | Geoffrey Bouchard   | Willy Artus          |
| 2019  | Anthony Jullien                                          | David Menut         | Aurélien Daniel      |
| 2020  | Course élite annulée et remplacée par une épreuve junior |                     |                      |
| 2021  | Nicolas Debeaumarché                                     | Mathis Le Berre     | Laurent Gervais      |
| 2022  | Mickaël Guichard                                         | Titouan Margueritat | Lomig Le Clec'h      |
| 2023  | Florian Dauphin                                          | Jelte Krijnsen      | Titouan Margueritat  |
| 2024  | Ilan Larmet                                              | Clément Sanchez     | Sam Maisonobe        |
| 2025  | Hugo Millet                                              | Gari Lagnet         | Tom Mainguenaud      |